# Athlon 64
Athlon 64 — первый 64-битный процессор для домашних пользователей и мобильного применения компании AMD, который был представлен 23 сентября 2003 года. Процессор построен на архитектуре AMD64 и относится к восьмому поколению (K8).
О начале разработки архитектуры K8 впервые было заявлено в 1999 году. Процессоры, основанные на данном ядре, должны были стать первыми 64-битными процессорами AMD, полностью совместимыми со стандартом x86.
Процессор существует в 3 вариантах: Athlon 64, Athlon 64 FX и двухъядерный Athlon 64 X2. Athlon 64 FX позиционируется как продукт для компьютерных энтузиастов, всегда оставаясь на один шаг быстрее Athlon 64. Несмотря на то, что их частоты обычно выше, все процессоры Athlon 64 FX имеют одноядерный дизайн, за исключением моделей Athlon 64 FX-60 и Athlon FX-62. Они были доступны для Socket 939 и Socket AM2. Этот релиз аналогичен релизу Athlon 64 FX-53, который в начале был доступен только для высокопроизводительной платформы Socket 940, а версия для Socket 939 была представлена позже. Все процессоры Athlon 64 FX имеют разблокированый множитель для облегчения разгона процессора, в отличие от Athlon 64, у которых может быть установлен только множитель меньший или равный заданному на заводе. Так как все данные процессоры построенные на архитектуре AMD64, они способны работать с 32-битным x86, 16-битным и AMD64 кодом.
Оригинальное ядро Athlon 64 имеет кодовое имя «Clawhammer», несмотря на то, что первый Athlon 64 FX базировался на ядре первого Opteron под кодовым именем «Sledgehammer». Athlon 64 имел несколько ревизий ядра, их можно посмотреть в списке.
Athlon 64 имеет встроенную медную пластину — Integrated Heat Spreader (IHS) которая предотвращает повреждение ядра при монтаже и демонтаже системы охлаждения (распространённая проблема процессоров с открытым ядром, таких как Athlon XP).
В 2006 году AMD объявила о прекращении выпуска всех процессоров на Socket 939, всех одноядерных socket AM2 процессоров и всех 2×1 MB X2-процессоров (за исключением FX-62).

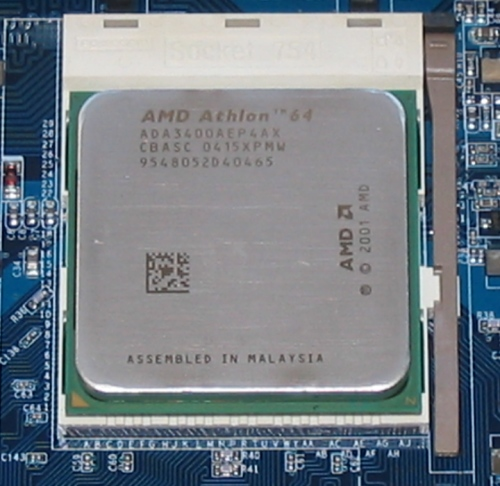
Athlon 64 CG («Newcastle») на Socket 754.

## Основные свойства
Основным качеством процессоров Athlon 64 является интегрированный в ядро контроллер памяти, чего не было в предыдущих поколениях процессоров. Не только то, что данный контроллер работает на частоте ядра процессора, но также и то, что из связки процессор-память исчезло лишнее звено — северный мост, позволило существенно уменьшить задержки при обращении к ОЗУ.
Translation Lookaside Buffer (TLB) был также увеличен, одновременно были уменьшены задержки и улучшен модуль предсказания переходов. Эти и другие архитектурные расширения, в особенности поддержка расширений SSE2, увеличение количества выполняемых инструкций за такт (IPC), увеличили производительность по сравнению с предыдущим поколением — Athlon XP. Для облегчения выбора и понимания производительности AMD разработала для маркировки процессора Athlon 64 так называемую систему индексов производительности (PR rating (Performance Rating)), которая нумерует процессоры в зависимости от их производительности по сравнению с процессорами Pentium 4. То есть если ставится маркировка Athlon 64 3200+, то это означает, что данный процессор имеет производительность, схожую с производительностью процессора Pentium 4 на частоте 3,2 ГГц.
Athlon 64 также обладает технологией изменения тактовой частоты процессора, названной Cool'n'Quiet. Если пользователь запускает приложения, не требующие от процессора большой вычислительной мощности, то процессор самостоятельно понижает свою тактовую частоту, а также напряжение питания ядра. Применение данной технологии позволяет снизить тепловыделение при максимальной нагрузке с 89 Вт до 32 Вт (степпинг C0, частота ядра понижена до 800 МГц), и даже до 22 Вт (степпинг CG, частота ядра снижена до 1 ГГц).
Технология No Execute bit (NX bit), поддерживаемая операционными системами Windows XP Service Pack 2, Windows XP Professional x64 Edition, Windows Server 2003 x64 Edition и ядром Linux 2.6.8 и старше, предназначена для защиты от распространённой атаки — ошибки переполнения буфера. Аппаратно установленные уровни доступа являются гораздо более надёжным средством защиты от проникновения с целью захвата контроля над системой. Это делает 64-битные вычисления более защищёнными.
Процессор Athlon 64 производится по технологическому процессу 130 нм и 90 нм SOI. Все последние ядра (Winchester, Venice и San Diego) производятся по 90 нм техпроцессу. Ядро Venice и San Diego также производятся с использованием технологии Dual Stress Liner, разработанной совместно с IBM.
Так как контроллер памяти интегрирован в ядро процессора, то системная шина более не используется для передачи данных от процессора к памяти. Вместо этого скорость системной памяти получается из следующей формулы (используя округление вверх до целого):
{\displaystyle \left({\frac {\text{CPU speed}}{\lceil {\frac {\text{CPU multiplier}}{\text{DRAM divider}}}\rceil }}\right)={\text{DRAM speed}}}
Примечания:
- значение скорости процессора (CPU speed) получается путём умножения базовой частоты на множитель. Базовая частота для всех моделей Socket 754, 939 и 940 Athlon 64 составляет 200 МГц;
- процессоры Socket 754, 939 и 940 Athlon 64 были разработаны для работы со 100 МГц (DDR 200 или PC1600), 133 МГц (DDR 266 или PC2100), 166 МГц (DDR 333 или PC2700) и 200 МГц (DDR 400 или PC3200) модулями DRAM. Чаще всего используются модули DDR 400, при которой память и процессор работают в синхронном режиме (делитель имеет значение 1:1). Тем не менее, E4 и более ранние степпинги процессоров Athlon 64 и Socket 754 Sempron, имели контроллер памяти, способный работать с нестандартной памятью (не утверждённой JEDEC) 216.7 МГц (DDR 433 или PC3500), 233 МГц (DDR 466 или PC3700) и 250 МГц (DDR 500 или PC4000) без разгона процессора.

### Athlon 64 (Clawhammer/K8)
Процессоры Clawhammer основаны на новой архитектуре AMD K8, которая является существенным улучшением и расширением архитектуры AMD K7. Добавлен новый режим 64-битной целочисленной и адресной арифметики x86-64, добавлены новые режимы адресации оперативной памяти, добавлена поддержка инструкции Intel SSE2. Значительно улучшен механизм предсказания ветвлений. Кеш второго уровня большей ёмкости. Значительно переработаны декодеры, что позволило убрать ряд неприятных задержек при исполнении присущих K7. Число стадий конвейера увеличилось до 12, против 10 у K7. Кеш L2 стал двухпортовым: его соединяет с ядром 64 бит шина записи + 64 бит шина чтения. Также процессоры K8 отказались от использования FSB (Front Side Bus). Вместо этого контроллер памяти интегрирован на ядро процессора, что существенно снижает задержки при обращении к ОЗУ.
Фактически Clawhammer состоит из трёх частично асинхронных блоков, соединённых в единое целое специальным коммутатором (X-bar): собственно ядро архитектуры K8 с 1 Мб кеша L2; контроллер памяти, обеспечивающий использование одноканальной или двухканальной памяти DDR; контроллер ввода-вывода, обеспечивающий работу высокоскоростных последовательных шин HyperTransport, служащих для связи с другими процессорами и чипсетом. Ядро Clawhammer имеет три 16 бит когерентные шины HyperTransport, работающие на частоте 800 МГц (1600 мегатрансферов в с), что обеспечивает ПСП в 3,2 ГБ/с на передачу+ 3,2 ГБ/с на приём одновременно по каждой из шин. Фактически поддерживается объединение до 8 процессоров по архитектуре NUMA («Non-Uniform Memory Access») с непосредственными связями между процессорами. Процессор Athlon 64 также снабжен теплораспределительной крышкой, подобной той, что использует Pentium 4. В процессорах на ядре K8 используется новая технология Cool'n'Quiet, призванная уменьшить энергопотребление процессора в моменты простоя.
Первые модели Athlon 64 на ядре Clawhammer вышли в сентябре 2003 года. Все они изготавливались по 130 нм техпроцессу. Кеш L1 остался таким же, как и был в Athlon на ядре K7. Напряжение питания ядра составляет 1,5 В, число транзисторов составляет 105,9 млн, площадь кристалла равна 193 мм². Размер кеша L2 у процессоров Clawhammer был равен 256 Кб (Athlon 64 3300+, который выпускался специально для HP), 512 Кб (Athlon 64 2800+, 3000+, 3500+, 3400+, последний выпускался специально для HP) или 1024 Кб (Athlon 64 3200+, 3400+, 3700+, 4000+). Процессоры выпускались в корпусах OmPGA как для Socket 754 (Athlon 64 2800+, 3000+, 3200+, 3300+, 3400+, 3700+), так и для Socket 939 (Athlon 64 3400+, 3500+, 4000+), первые оснащались одноканальным, а вторые двухканальным контроллером памяти DDR400. При работе на максимальной частоте потребляет 57,4 А и рассеивает 89,0 Вт тепла. Были выпущены процессоры Athlon 64 со следующими рейтингами (в скобках указана рабочая частота в МГц): 2800+ (1800), 3000+ (2000), 3200+ (2000), 3300+ (2400), 3400+ (2200), 3500+ (2200), 3700+ (2400), 4000+ (2400).

### Athlon 64 (Newcastle/K8)
Первые модели на основе этого ядра вышли в апреле 2004 года. По сути, Newcastle представляет собой всё тот же Clawhammer, подвергнувшийся небольшой модернизации. В данном ядре появилась функция NX-бит, которая служит для предотвращения выполнения произвольного кода при возникновении ошибок, связанных с переполнением буфера (переполнение буфера очень часто используется вирусами, чтобы проникнуть на компьютер жертвы). Кеш память у всех процессоров, основанных на этом ядре, составляет 512 Кб. Напряжение питания ядра равно 1,5 В, число транзисторов, входящих в ядро, равно 68,5 млн, площадь кристалла ядра равна 144 мм². Процессоры на данном ядре выпускались как для Socket 754 (Athlon 64 2600+, 2800+, 3000+, 3200+, 3400+) и имели одноканальный контроллер памяти DDR400, все остальные процессоры выпускались для Socket 939, имели двухканальный контроллер памяти DDR400 и отличались от аналогичных процессоров для Socket 754 заниженной на 200 МГц тактовой частотой. При работе на максимальной частоте потребляет 57,4 А и рассеивает 89,0 Вт тепла. Были выпущены процессоры Athlon 64 со следующими рейтингами (в скобках указана рабочая частота в МГц): 2600+ (1600), 2800+ (1800), 3000+ (2000), 3000 (1800), 3200+ (2200), 3200+ (2000), 3400+ (2400), 3400+ (2200), 3500+ (2200), 3800+ (2400).

### Athlon 64 (Winchester/K8)
Первые модели процессоров, основанные на данном ядре, вышли в сентябре 2004 года. Ядро представляет собой Newcastle, изготавливаемый по 90 нм техпроцессу. Характеризуется тем же числом транзисторов, таким же объёмом кеш-памяти (за исключением модели Athlon 64 3700+, оснащённой 1024 Кб L2). Все модели процессоров, выпущенных на этом ядре, предназначены для Socket 939 и оснащены 2-канальным контроллером памяти DDR400. Напряжение питания у этого ядра 1,4 В, площадь кристалла, за счёт использования новейшего техпроцесса, уменьшилась до 84 мм². При работе на максимальной частоте потребляет 54,8 А и рассеивает 67,0 Вт тепла. Были выпущены процессоры Athlon 64 со следующими рейтингами (в скобках указана рабочая частота в МГц): 3000+ (1800), 3200+ (2000), 3500+ (2200), 3700+ (2200).

### Athlon 64 (San Diego/K8)
Первые модели вышли в апреле 2005 года. Данное ядро представляет собой переработанное ядро Winchester-Newcastle. Были добавлены новые инструкции, обеспечивающие совместимость с инструкциями Intel SSE3. Был обновлён контроллер памяти: по официальной информации он теперь способен работать в двухканальном режиме с памятью типа DDR433, DDR466 и DDR500. Процессор выпускается только для Socket 939 (по крайней мере, пока не было замечено Athlon’ов, основанных на этом ядре, для Socket 754). Кеш L2 имеет объём 1024 Кб, кроме Athlon 64 3500+, в котором кеш L2 равен 512 Кб. Напряжение ядра составляет 1,35—1,4 В (variable CPU core voltage). Ядро включает в себя 114 млн транзисторов и имеет площадь 115 мм². При работе на максимальной частоте потребляет 57,4 А и рассеивает 89,0 Вт тепла. Были выпущены процессоры Athlon 64 со следующими рейтингами (в скобках указана рабочая частота в МГц): 3500+ (2200), 3700+ (2200), 4000+ (2400).

### Athlon 64 (Venice/K8)
Первые модели вышли в апреле 2005 года. По сути, ядро Venice (Венеция) представляет собой San Diego с 512 Кб кеш-памяти L2. Число транзисторов, входящих в ядро, составляет 76 млн, площадь кристалла ядра равна 84 мм². При работе на максимальной частоте потребляет 57,4 А и рассеивает 89,0 Вт тепла. Тепловой пакет составляет 65 °C, макс. 70 °C. Были выпущены процессоры Athlon 64 со следующими рейтингами (в скобках указана рабочая частота в МГц): 3000+ (1800) 512 Кбайт L2, 3200+ (2000) 1024 Кбайт L2 overclockers, 3400+ (2200), 3500+ (2200), 3800+ (2400). А также был выпущен: 3000+ (2000) на Socket 754.

### Athlon 64 FX (ClawHammer — SledgeHammer/K8)
Первая модель вышла в сентябре 2003 года. Представляет собой «экстремальную» версию Athlon 64. Ядро представляет собой некий гибрид между ядрами ClawHammer и SledgeHammer (использовался в серверных процессорах AMD Opteron), хотя AMD уверяет, что это ядро представляет собой исключительно ClawHammer. Первые модели были выпущены в корпусе CmPGA и предназначались для Socket 940 (используется процессорами Opteron), это были Athlon 64 FX-51 и FX-53. Затем были выпущены процессоры в корпусе OmPGA для Socket 939 (Athlon 64 FX-53 и FX-55.). Напряжение питания ядра равно 1,5 В. Число транзисторов, составляющих ядро, равно 105,9 млн, площадь кристалла равна 193 мм². Процессор выпускался по 130 нм техпроцессу. Объём кеша L2 равен 1024 Кб. При работе на максимальной частоте потребляет 67,4 А и рассеивает 104,0 Вт тепла. Были выпущены процессоры Athlon 64 со следующими индексами (в скобках указана рабочая частота в МГц): FX-51 (2200), FX-53 (2400), FX-55 (2600).

### Athlon 64 FX (San Diego/K8)
Первая модель вышла в апреле 2005 года. Представляет собой «экстремальную» версию Athlon 64 на ядре San Diego. При работе на максимальной частоте потребляет 80 А и рассеивает 110,0 Вт тепла. Были выпущены процессоры Athlon 64 со следующими индексами (в скобках указана рабочая частота в МГц): FX-55 (2600), FX-57 (2800). Немного позднее были выпущены Athlon 64 на ядре San Diego: 4000+(2400), 3700+(2200).

### Athlon 64 X2 (Manchester/Toledo/K8)
Каждое ядро обладает собственной кеш-памятью L1 и L2, контроллер памяти и контроллер шины HyperTransport на оба ядра общий. Athlon 64 X2 имеет корпус типа OmPGA, и предназначен для Socket 939. Также имеется двухканальный контроллер памяти с поддержкой DDR400. По своей функциональности ядра подобны San Diego и Venice. Ядро Manchester характеризуется наличием на борту 512 Кб L2 для каждого ядра. Процессоры на ядре Toledo изначально комплектовались 1024 Кб L2 для каждого ядра, однако затем были выпущены процессоры на ядре Toledo c 512 Кб L2 для каждого ядра (Toledo 1M, который заменил ядро Manchester).
Первые модели были выпущены в июне 2005 года. Напряжение питания ядра 1,35—1,4 В. В Manchester и Toledo1M содержится 154 млн транзисторов, площадь кристалла ядра составляет 147 мм², в то время как в Toledo 233 млн транзисторов и площадь кристалла 205 мм². При работе на максимальной частоте потребляет 80 А и рассеивает 110 Вт тепла.
Были выпущены процессоры Athlon 64 X2 со следующими индексами (в скобках указана рабочая частота в МГц, через слеш общий объём L2 в Мб): 3800+ (2000/1), 4200+ (2200/1), 4400+ (2200/2), 4600+ (2400/1), 4800+ (2400/2).

### Athlon 64 FX-60 (Toledo)
Модель вышла в январе 2006 года. Это первый двухъядерный процессор серии FX. Объём кеш-памяти равен 1024 Кб для каждого ядра. В целом он идентичен процессорам Athlon 64 X2, основанным на ядре Toledo. Тактовая частота процессора — 2600 МГц.

### Mobile Athlon XP-M (Dublin)
Первая модель вышла в мае 2004 года. Ядро базируется на основе ядра K8. Было выпущено всего две модели Mobile Athlon XP-M 2800+ и 3000+, первая имеет кеш L2, равный 128 Кб, вторая — 256 Кб. Напряжение питания ядра равно 1,4 В в нормальном режиме и 0,95 В в энергосберегающем (технология «PowerNow!»). Процессоры предназначены для Socket 754 и имеют тип корпуса OmPGA. Число транзисторов составляющих ядро равно 68,5 млн, площадь кристалла ядра — 144 мм², процессор изготовлялся по 130 нм техпроцессу. Тактовая частота обоих процессоров равна 1600 МГц в нормальном режиме и 800 МГц в энергосберегающем. При работе на максимальной частоте потребляет 42,7 А и рассеивает 62 Вт тепла.

### Mobile Athlon 64 (ClawHammer)
Первые модели представлены в сентябре 2003 года. Представляет собой ядро ClawHammer с энергосберегающей технологией PowerNow!. Процессор предназначен для Socket 754 и имеет корпус OmPGA. Объём кеша L2 равен 1024 Кб. Число транзисторов, составляющих ядро, равно 105,9 млн, площадь кристалла ядра — 193 мм². Было выпущено несколько различных видов процессоров, основанных на этом ядре:
- Mobile Athlon 64 DTR (Desktop replacement). Напряжение питания ядра равно 1,5 В в нормальном режиме и 1,1 В в энергосберегающем. При работе на максимальной частоте потребляет 52,9 А и рассеивает 81,5 Вт тепла. Были выпущены процессоры Mobile Athlon 64 DTR со следующими рейтингами (в скобках указана рабочая частота в МГц): 2800+ (1600), 3000+ (1800), 3200+ (2000), 3400+ (2200), 3700+ (2400);
- Mobile Athlon 64. Напряжение питания ядра равно 1,4 В в нормальном режиме и 0,95 В в энергосберегающем. При работе на максимальной частоте потребляет 24,7А и рассеивает 62,0 Вт тепла. Были выпущены процессоры Mobile Athlon 64 со следующими рейтингами (в скобках указана рабочая частота в МГц): 2800+ (1600), 3000+ (1800), 3200+ (2000), 3400+ (2200).

### Mobile Athlon 64 (Odessa)
Первые модели представлены в апреле 2004 года. Представляет собой ядро Newcastle с энергосберегающей технологией PowerNow!. Процессор предназначен для Socket 754. Объём кеша L2 равен 512 Кб. Число транзисторов, составляющих ядро, равно 68,5 млн, площадь кристалла ядра — 144 мм². Было выпущено несколько различных видов процессоров, основанных на этом ядре:
- Mobile Athlon 64 DTR (Desktop replacement). Напряжение питания ядра равно 1,5 В в нормальном режиме и 1,1 В в энергосберегающем. При работе на максимальной частоте потребляет 52,9 А и рассеивает 81,5 Вт тепла. Был выпущен процессор Mobile Athlon 64 DTR (в скобках указана рабочая частота в МГц): 2800+ (1600).
- Mobile Athlon 64 LP (Low Power). Напряжение питания ядра равно 1,2 В в нормальном режиме и 0,9 В в энергосберегающем. При работе на максимальной частоте потребляет 27,3 А и рассеивает 35,0 Вт тепла. Были выпущены процессоры Mobile Athlon 64 со следующими рейтингами (в скобках указана рабочая частота в МГц): 2700+ (1600), 2800+ (1800), 3000+ (2000).

### Mobile Athlon 64 LP (Oakville)
Первые модели представлены в августе 2004 года. Представляет собой ядро Winchester с энергосберегающей технологией PowerNow!. Процессор предназначен для Socket 754. Объём кеша L2 равен 512 Кб. Число транзисторов, составляющих ядро, равно 68,5 млн, площадь кристалла ядра — 84 мм². Напряжение питания ядра равно 1,35 В. При работе на максимальной частоте процессор рассеивает 35 Вт тепла. Были выпущены процессоры Mobile Athlon 64 LP со следующими рейтингами (в скобках указана рабочая частота в МГц): 2700+ (1600), 2800+ (1800), 3000+ (2000).

### Mobile Athlon 64 (Newark)
Первые модели представлены в апреле 2005 года. Представляет собой ядро San Diego с энергосберегающей технологией PowerNow!. Процессор предназначен для Socket 754. Объём кеша L2 равен 1 Мб. Число транзисторов, составляющих ядро, равно 114 млн, площадь кристалла ядра — 115 мм². Напряжение питания ядра равно 1,35 В. При работе на максимальной частоте процессор рассеивает 62 Вт тепла. Были выпущены процессоры Mobile Athlon 64 со следующими рейтингами (в скобках указана рабочая частота в МГц): 3000+ (1800), 3200+ (2000), 3400+ (2200), 3700+ (2400), 4000+ (2600), 4400+ (2800).

## История развития линейки Athlon 64, Athlon 64 X2/FX

### Athlon 64 (Orleans/K8)
Процессоры, основанные на данном ядре, компания AMD выпустила во втором квартале 2006 года. Процессоры, выпущенные на данном ядре, предназначены для Socket AM2 и имеют тип корпуса OmPGA. Оснащены двухканальным контроллером памяти типа DDR2. Частота шины HyperTransport увеличилась до 1000 МГц. Размер кеша L2 составляет 512 Кб. Были выпущены процессоры Athlon 64 со следующими рейтингами (в скобках указана рабочая частота в МГц): 3000+ (1800), 3200+ (2000), 3500+ (2200), 3800+ (2400), 4000+ (2600).

### Athlon 64 X2/FX (Windsor)
Процессоры, основанные на данном ядре, компания AMD выпустила во втором квартале 2006 года. Процессоры, построенные на ядре Windsor, представляют собой двухъядерные процессоры степпинга F2 и F3. Имеют инструкции: MMX, Extended 3DNow!, SSE, SSE2, SSE3, AMD64, Cool'n'Quiet, NX bit, AMD-V. Процессоры, выпущенные на данном ядре, предназначены для Socket AM2 и имеют тип корпуса mPGA. Оснащены двухканальным контроллером памяти типа DDR2 SDRAM до PC2-6400. Частота шины HyperTransport увеличилась до 1000 МГц. Выпускаются процессоры по 90 нм техпроцессу. Размер кеша L2 по 256/512 кб или 1 Мб на каждое ядро. Выпущены модели:
- Athlon 64 X2:
  - 256 KB L2-Cache: 3600+: 2000 MHz
  - 512 KB L2-Cache (часто путают с ядром Brisbane): 3800+: 2000 MHz, 4200+: 2200 MHz, 4600+: 2400 MHz (F2&F3), 5000+: 2600 MHz (F2&F3), 5400+: 2800 MHz (F3)
  - 1024 KB L2-Cache: 4000+: 2000 MHz, 4400+: 2200 MHz, 4800+: 2400 MHz, 5200+: 2600 MHz (F2&F3), 5600+: 2800 MHz (F3), 6000+: 3000 MHz (F3), 6400+: 3200 MHz (F3)
- а также Athlon 64 FX-60 и FX-62.

## Разъёмы (сокеты)
- Socket 754 — бюджетная линейка Athlon 64, 64-битный интерфейс памяти (одноканальный режим);
- Socket 939 — производительная линейка Athlon 64, Athlon 64 X2, некоторые модели Opteron и новые Athlon 64 FX, 128-битный интерфейс памяти (двухканальный режим);
- Socket 940 — Opteron и старые Athlon 64 FX, 128-битный интерфейс памяти, требуют регистровой памяти DDR;
- Socket F, 1207 контактов — высокопроизводительные Opteron;
- Socket AM2, 940 контактов (но не совместим с Socket 940) — двухъядерные Athlon 64 X2/Sempron, требует использования DDR2 SDRAM.

К моменту презентации Athlon 64, в сентябре 2003 года, были доступны только Socket 754 и Socket 940 (для Opteron). Интегрированный контроллер памяти не был готов для работы с небуферной (нерегистровой) памятью в двухканальном режиме к моменту релиза; временными мерами являлись внедрение Athlon 64 на Socket 754 и предложение энтузиастам продуктов для Socket 940, подобных Intel Pentium 4 Extreme Edition, с точки зрения позиционирования на рынке в качестве решения высшей производительности.
В июне 2004 года AMD представила Socket 939 Athlon 64 для массового рынка, с двухканальным интерфейсом памяти, оставив Socket 940 для серверных решений (Opteron), и перевела Socket 754 в сегмент бюджетных решений, для Sempron и не очень производительных версий Athlon 64. В конечном счёте Socket 754 заменил Socket A для Sempron.

## Модели Athlon 64 FX

### Sledgehammer (130 нмSOI)
- CPU степпинг: C0, CG
- L1-кэш: 64 + 64 КБ (данные + инструкции)
- L2-кэш: 1024 КБ, полноскоростной
- MMX, Extended 3DNow!, SSE, SSE2, AMD64
- Socket 940, 800 МГц HyperTransport (HT800)
- Требует регистровой DDR-SDRAM
- Напряжение питания ядра: 1,50/1,55 В
- Потребляемая мощность (TDP): максимум 89 Вт
- Впервые представлен: 23 сентября 2003 года
- Диапазон частот: 2200 МГц (FX-51, C0), 2400 МГц (FX-53, C0 и CG)

### Clawhammer (130 нм SOI)
- CPU степпинг: CG
- L1-кэш: 64 + 64 КБ (данные + инструкции)
- L2-кэш: 1024 КБ, полноскоростной
- MMX, Extended 3DNow!, SSE, SSE2, AMD64
- Socket 939, 1000 МГц HyperTransport (HT1000)
- Напряжение питания ядра: 1,50 В
- Потребляемая мощность (TDP): 89 Вт (FX-55:104 Вт)
- Впервые представлен: 1 июня 2004 года
- Диапазон частот: 2400 МГц (FX-53), 2600 МГц (FX-55)

### San Diego (90 нм SOI)
- CPU степпинг: E4, E6
- L1-кэш: 64 + 64 КБ (данные + инструкции)
- L2-кэш: 1024 КБ, полноскоростной
- MMX, Extended 3DNow!, SSE, SSE2, SSE3, AMD64, Cool'n'Quiet, NX Bit
- Socket 939, 1000 МГц HyperTransport (HT1000)
- Напряжение питания ядра: 1,35/1,40 В
- Потребляемая мощность (TDP): максимум 104 Вт
- Впервые представлен: 15 апреля 2005 года
- Диапазон частот: 2600 МГц (FX-55), 2800 МГц (FX-57)…

### Toledo (90 нм SOI)
Dual-core CPU
- CPU степпинг: E6
- L1-кэш: 64 + 64 КБ (данные + инструкции), на ядро
- L2-кэш: 1024 КБ полноскоростной, на ядро
- MMX, Extended 3DNow!, SSE, SSE2, SSE3, AMD64, Cool'n'Quiet, NX Bit
- Socket 939, 1000 МГц HyperTransport (HT1000)
- Напряжение питания ядра: 1,30—1,35 В
- Потребляемая мощность (TDP): максимум 110 Вт
- Впервые представлен: 10 января 2006 года
- Диапазон частот: 2600 МГц (FX-60)

### Windsor (90 нм SOI)
Dual-core CPU
- CPU степпинг: F
- L1-кэш: 64 + 64 КБ (данные + инструкции), на ядро
- L2-кэш: 1024 КБ полноскоростной, на ядро
- MMX, Extended 3DNow!, SSE, SSE2, SSE3, AMD64, Cool'n'Quiet, NX Bit, AMD-V
- Socket AM2, 1000 МГц HyperTransport (HT1000)
- Напряжение питания ядра: 1,30—1,35 В
- Потребляемая мощность (TDP): максимум 125 Вт
- Впервые представлен: 23 мая 2006 года
- Диапазон частот: 2800 МГц (FX-62)

## Модели Athlon 64

### ClawHammer (130 нмSOI)
- CPU степпинг: C0, CG
- L1-кэш: 64 + 64 КБ (данные + инструкции)
- L2-кэш: 1024 КБ, полноскоростной, 512 КБ для Clawhammer-512 2800+
- MMX, Extended 3DNow!, SSE, SSE2, AMD64, Cool'n'Quiet, NX Bit (только CG)
- Socket 754, 800 МГц HyperTransport (HT800)
- Socket 939, 1000 МГц HyperTransport (HT1000)
- Напряжение питания ядра: 1,50 В
- Потребляемая мощность (TDP): максимум 89 Вт
- Впервые представлен: 23 сентября 2003 года
- Диапазон частот: 1800—2600 МГц

### Newcastle (130 нм SOI)
- CPU степпинг: CG
- L1-кэш: 64 + 64 КБ (данные + инструкции)
- L2-кэш: 512 КБ, полноскоростной
- MMX, Extended 3DNow!, SSE, SSE2, AMD64, Cool'n'Quiet, NX Bit
- Socket 754, 800 МГц HyperTransport (HT800)
- Socket 939, 1000 МГц HyperTransport (HT1000)
- Напряжение питания ядра: 1.50 В
- Потребляемая мощность (TDP): максимум 89 Вт
- Впервые представлен: 2004 год
- Диапазон частот: 1800—2400 МГц

### Winchester (90 нм SOI)
- CPU степпинг: D0
- L1-кэш: 64 + 64 КБ (данные + инструкции)
- L2-кэш: 512 КБ, полноскоростной
- MMX, Extended 3DNow!, SSE, SSE2, AMD64, Cool'n'Quiet, NX Bit
- Socket 939, 1000 МГц HyperTransport (HT1000)
- Напряжение питания ядра: 1,40 В
- Потребляемая мощность (TDP): максимум 67 Вт
- Впервые представлен: 2004 год
- Диапазон частот: 1800—2200 МГц

### Venice (90 нм SOI)
- CPU степпинг: E3, E6
- L1-кэш: 64 + 64 КБ (данные + инструкции)
- L2-кэш: 512 КБ, полноскоростной
- MMX, Extended 3DNow!, SSE, SSE2, SSE3, AMD64, Cool'n'Quiet, NX Bit
- Socket 754, 800 МГц HyperTransport (HT800)
- Socket 939, 1000 МГц HyperTransport (HT1000)
- Socket AM2, 2000 Мгц HyperTransport (HT2000)
- Напряжение питания ядра: 1,25/1,35/1,40 В
- Потребляемая мощность (TDP): максимум 67 Вт
- Впервые представлен: 4 апреля 2005 года
- Диапазон частот: 1800—2400 МГц

### San Diego (90 нм SOI)
- CPU степпинг: E4, E6
- L1-кэш: 64 + 64 КБ (данные + инструкции)
- L2-кэш: 1024 КБ, полноскоростной
- MMX, Extended 3DNow!, SSE, SSE2, SSE3, AMD64, Cool'n'Quiet, NX Bit
- Socket 939, 1000 МГц HyperTransport (HT1000)
- Напряжение питания ядра: 1,35/1,40 В
- Потребляемая мощность (TDP): максимум 89 Вт
- Впервые представлен: 15 апреля 2005 года
- Диапазон частот: 2200—2800 МГц

### Orleans (90 нм SOI)
- CPU степпинг: F
- L1-кэш: 64 + 64 КБ (данные + инструкции)
- L2-кэш: 512 КБ, полноскоростной
- MMX, Extended 3DNow!, SSE, SSE2, SSE3, AMD64, Cool'n'Quiet, NX Bit
- Socket AM2, 1000 МГц HyperTransport (HT1000)
- Напряжение питания ядра: 1,35/1,40 В
- Потребляемая мощность (TDP): максимум 62 Вт
- Впервые представлен: 23 мая 2006 года
- Диапазон частот: 1800—2400 МГц